# Daphne blagayana
Daphne blagayana är en tibastväxtart som beskrevs av Freyer. Daphne blagayana ingår i släktet tibaster, och familjen tibastväxter. Inga underarter finns listade i Catalogue of Life.

## Bildgalleri

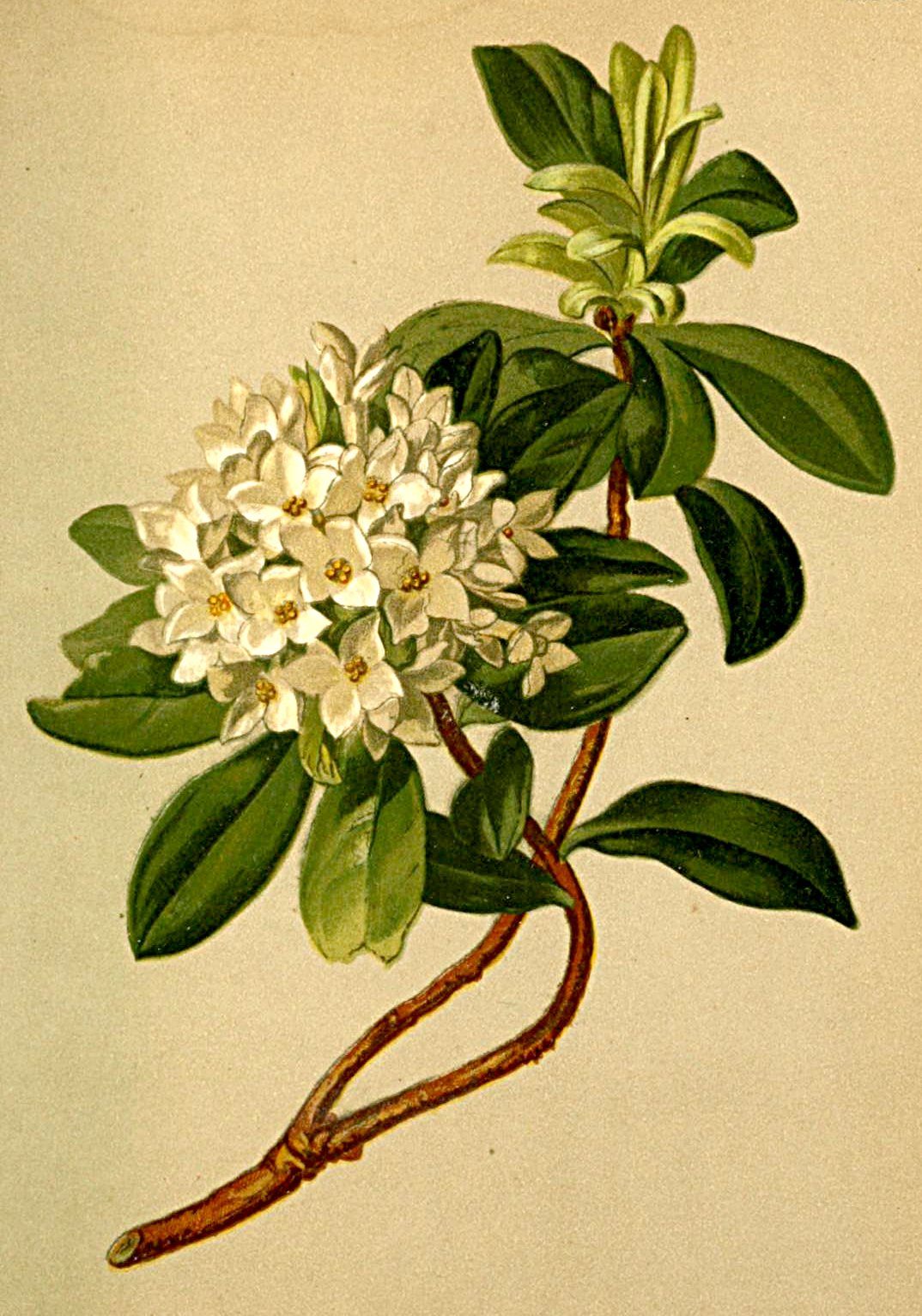
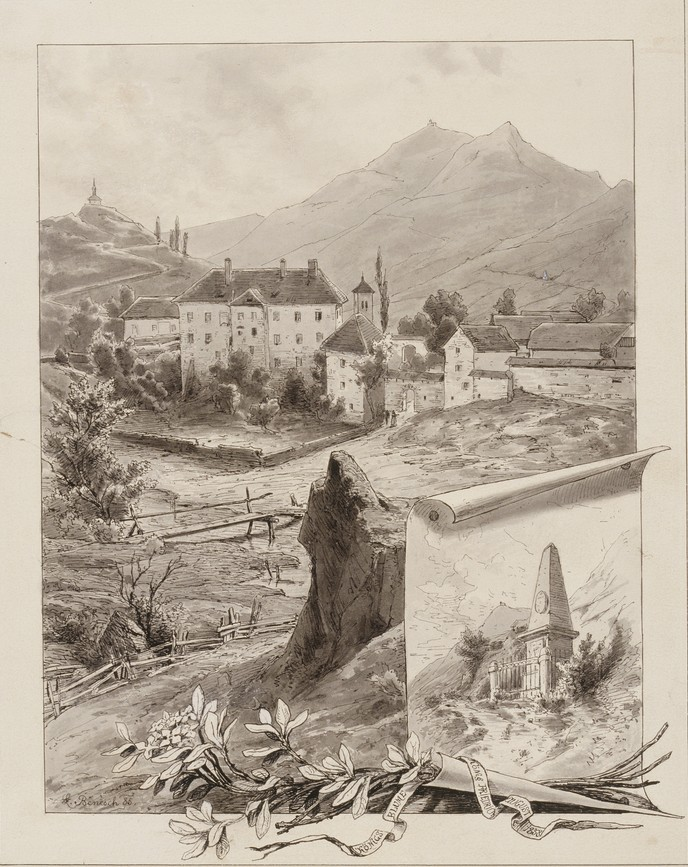
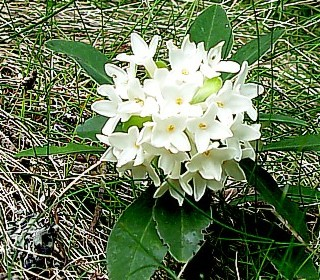